# ATP5F1A
Az ATP-szintáz mitokondriális F1 α alegysége az ATP5F1A gén által kódolt enzim.

## Funkció
A gén a mitokondriális ATP-szintáz egy alegységét kódolja. Az ATP-szintáz katalizálja az ATP-szintézist a belső membránon át lévő protongradiens révén. Az ATP-szintáz két összekapcsolódó komplexből áll: az F1 oldékony katalitikus magból és a membránon át haladó Fo részből, mely a protoncsatorna. Az ATP-szintáz katalitikus része 5 különböző alegységből (α, β, γ, δ és ε) áll, ezek közül 3 α, 3 β, a többi alegységből 1 van. A protoncsatorna 3 fő alegységből áll (a, b, c). E gén a katalitikus mag α alegységét kódolja. Alternatív splicing révén keletkező, azonos fehérjét kódoló változatokat észleltek. A gén pszeudogénjei a 2., 9. és 16. kromoszómán találhatók.

## Szerkezet
Az ATP5F1A gén, mely a 18. kromoszóma q karján a 21. sávban van, 13 exonból áll, és 20 090 bázispár hosszú. Az ATP5F1A fehérje tömege 59,7 kDa, és 553 aminosavból áll. A fehérje az F1Fo ATPáz, más néven V. komplex alegysége, mely 14 sejtmagban és 2 mitokondriumban kódolt alegységből áll. Az ATP5F1A-t a komplex katalitikus F1 alegysége tartalmazza. Az F1 név a „Fraction 1” elnevezésből ered, az Fo („o” betűvel írva, nem 0-val) onnan ered, hogy egy természetes eredetű antibiotikumot, az ezt a részt gátolni képes oligomicint köti. Az F1 nagy transzmissziós elektronmikroszkópban negatív festéssel látható. Ezek 9 nm átmérőjű, a belső mitokondriális membránban szórtan elhelyezkedő részecskék. Eredetileg elemi részecskéknek nevezték, és feltételezték, hogy a mitokondrium egész légzőszerkezetét adják, de Efraim Racker és társai (akik az F1 részecskét 1961-ben először izolálták) kimutatták, hogy a részecske a nem kapcsolt mitokondriumok és a mitokondriumokat ultrahangnak kitéve létrehozott szubmitokondriális részecskék ATPázaktivitásával függ össze. Ez további kísérletek után az ATP-létrehozással is összefüggésbe került.

## Funkció
A mitokondriális membrán-ATP-szintáz (F1Fo ATP-szintáz) ATP-t állít elő ADP-ből protongradiens jelenlétében, melyet az elektrontranszportlánc enzimjei hoznak létre. Az F-ATPázok 2 szerkezeti doménből állnak, az F1-ből, melyben a membránon kívüli katalitikus mag van, és az Fo-ból, melyben a membrán-protoncsatorna, ezeket egy központi és egy perifériás tönk kapcsolja össze. Katalízis során az ATP-szintézis a központi tönk forgómechanizmusa révén a protontranszlokációhoz kapcsolódik. Az α és β alegységek adják az F1 katalitikus magját. A központi tönk forgása a környező α(3)β(3) alegységek körül ATP-hidrolízishez vezet 3 eltérő katalitikus helyen a β alegységeken. Az α alegység nem rendelkezik katalitikus magas affinitású ATP-kötő helyekkel.

## Klinikai jelentőség
Az ATP5F1A gént érintő mutációk 22-es kombinált oxidatívfoszforiláció-elégtelenséget (COXPD22) okoznak, ennek tünetei születés előtti növekedési csökkenés, mikrokefália, hipotónia, tüdő-hipertenzió, növekedési elégtelenség, enkefalopátia, szívelégtelenség és magi 4-es típusú mitokondriális V. komplex-hiány. Ez mitokondriális rendellenesség eltérő tünetekkel, melyek közt jelentkezhet diszmorfia, pszichomotoros retardatio, hipotónia, késleltetett növekedés, a kardiomiopátia, májhiperplázia, vese-hipoplázia és megnövekedett laktátszint a vizeletben, a plazmában és az agy-gerincvelői folyadékban.
Az F1 katalitikus mag rezveratrolos inhibíciója növeli az adenozin-monofoszfát- (AMP) szintet, aktiválva az AMP-aktivált fehérjekinázt.

## Modellszervezetek
| Jellemző                                  | Fenotípus  |
| ----------------------------------------- | ---------- |
| Homozigóta életképessége                  | Abnormális |
| Recesszív halál                           | Abnormális |
| Testtömeg                                 | Abnormális |
| Szorongás                                 | Normális   |
| Neurológiai eredmény                      | Normális   |
| Fogáserősség                              | Normális   |
| Forró lemez                               | Normális   |
| Diszmorfológia                            | Normális   |
| Indirekt kalorimetria                     | Normális   |
| Glükóztolerancia                          | Normális   |
| Agytörzsi válasz hangingerre              | Normális   |
| Kettős energiájú röntgen-abszorpciometria | Abnormális |
| Radiográfia                               | Normális   |
| Testhőmérséklet                           | Normális   |
| Szemmorfológia                            | Normális   |
| Klinikai kémia                            | Abnormális |
| Hematológia                               | Normális   |
| Perifériás limfociták                     | Normális   |
| Mikromagteszt                             | Normális   |
| Szívtömeg                                 | Normális   |
| Szem-hisztopatológia                      | Normális   |
| Citrobacter-fertőzés                      | Normális   |
| Tesztek és elemzések forrásai:            |            |

Modellszervezeteket használtak az ATP5F1A funkció tanulmányozására. Egy feltételes knockoutcsalád, az Atp5a1tm1a(EUCOMM)Wtsi az International Knockout Mouse Consortium programja keretében jött létre, mely mutagenezisprojekt betegségek állatmodelljeinek létrehozására és kutatóknak való átadására.
A hím és nőstény állatok szabványos fenotípusszűrésen mentek át a deléció hatásainak vizsgálatához. 22 tesztet végeztek mutáns egereken, és 5 jelentős eltérést figyeltek meg. Nem volt homozigóta mutáns embrió. A heterozigóta felnőtt állatokon végzett tesztek alapján a mutáció következményeinek bizonyultak a hipoproteinémia és az alacsony testtömeg.